# Jan Postma (journalist)

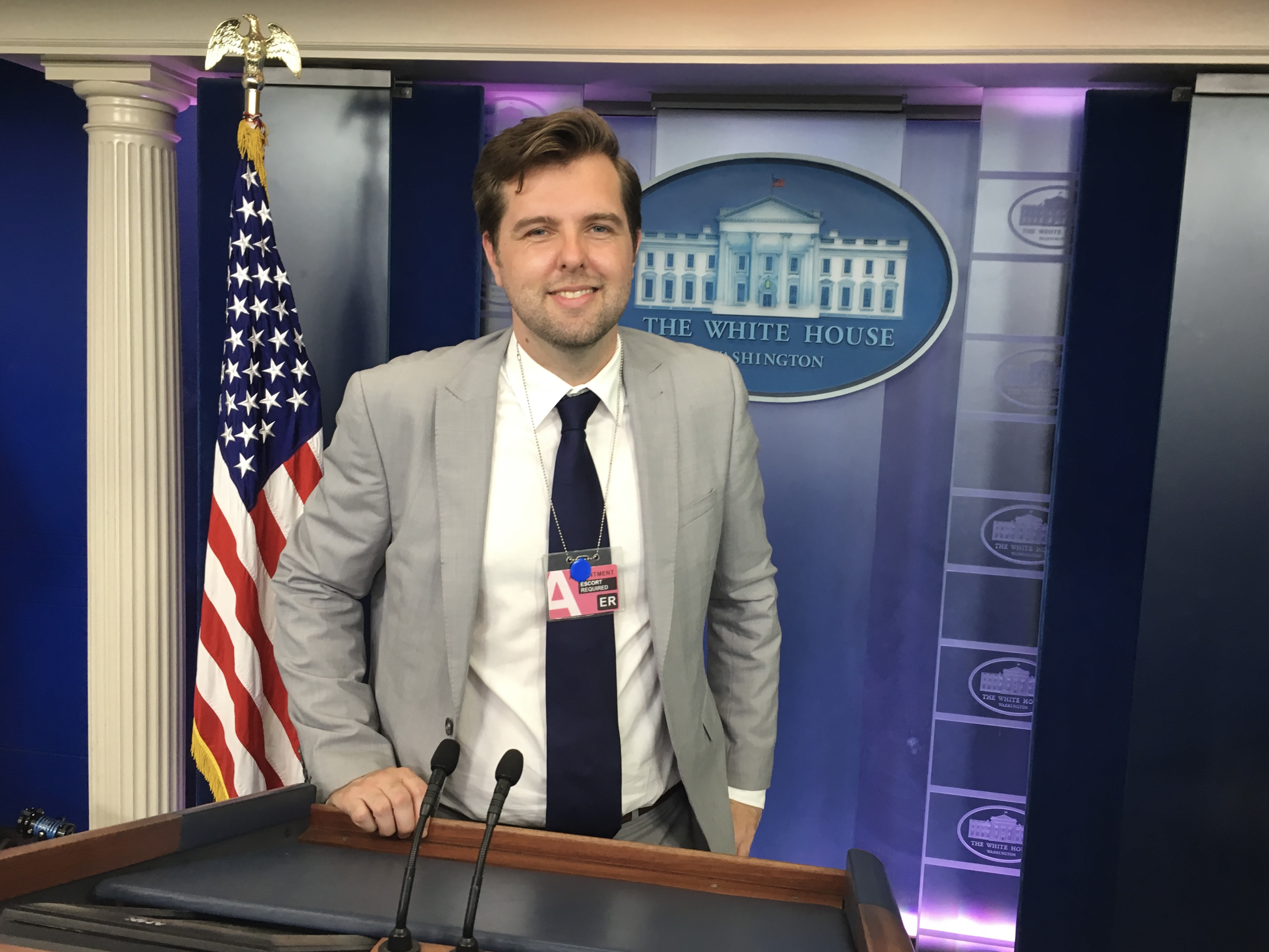
Jan Postma

Jan Postma (Drachten, 1 februari 1983) is een Nederlands journalist en  Amerikadeskundige.
Hij werkt als Amerika-correspondent voor BNR Nieuwsradio, waar hij onder meer de  BNR Amerika Podcast maakt. Zijn standplaats is Washington, D.C.. Ook levert hij regelmatig bijdrages in andere media.

## Carrière
Postma begon zijn carrière in 2009 bij BNR Nieuwsradio. Voordat hij correspondent werd was hij onder meer verslaggever en eindredacteur voor de nieuwsprogramma's op deze zender. Hij duidt dan ook al regelmatig het Amerikaanse nieuws op BNR.
Vanaf 2014 presenteerde hij onder andere BNR Bouwmeesters en was hij regelmatig te horen als invalpresentator voor de programma's Ask Me Anything en BNR Zakendoen.
Van 2016 tot 2018 presenteerde hij ook het nieuwe programma Boekestijn en De Wijk met Arend Jan Boekestijn en Rob de Wijk. Hierin wordt wekelijks met een dosis humor gediscussieerd over internationale politiek en ‘de nieuwe wereldorde’. Als presentator werkte hij mee aan de ontwikkeling van het concept voor dit programma.
In april 2016 startte Postma met de rubriek Postma in Amerika in het programma BNR De Wereld. In deze rubriek biedt hij een eigenzinnige kijk op de Amerikaanse politiek en het laatste campagnenieuws. Zijn expertise werd erkend toen Nieuwe Revu hem bij de beste drie Amerikadeskundigen van Nederland plaatste.
In 2018 verscheen Postma's boek De Trump-Fluisteraars. Hierin schetst hij de campagne van Donald Trump en diens chaotische eerste twee jaar in het Witte Huis aan de hand van Trumps belangrijkste adviseurs.
In 2018 werd Postma de nieuwe Amerika-correspondent voor BNR Nieuwsradio. Zijn standplaats is Washington D.C. Tijdens zijn correspondentschap maakte hij onder meer de bestorming van het Capitool op zes januari 2021 van dichtbij mee. Hij hield in de maanden daarvoor de vinger aan de pols bij Trump-supporters en hoorde daardoor al maanden van tevoren al aankondigingen van geweld en zelfs een dreigende burgeroorlog. Vanaf de trappen van het Capitool deed hij live verslag in een extra uitzending van BNR. Tijdens de bestorming praatte hij met Trump-supporters. Postma reisde door heel Amerika om te zoeken naar de gezichten en verhalen achter de headlines. Hij zet zich in om beide kanten in het diep verdeelde Amerika te begrijpen. Postma sprak met militieleiders in Virginia, hij bracht een nacht door met gewapende Trump-supporters die een stembus ‘beschermen’ in Arizona, en vond een burgerrechtenstrijder wiens vader nog slaaf was.
Van 2018 tot 2023 was hij ook correspondent voor De Telegraaf. Postma heeft een column in de Leeuwarder Courant en het Dagblad van het Noorden. Hij duidt het Amerikaanse nieuws regelmatig in de Nederlandse media.
Sinds 2019 maakt hij de BNR Amerika Podcast samen met BNR buitenlandcommentator Bernard Hammelburg. Wekelijks bespreken ze het laatste nieuws en duiken ze dieper in de Amerikaanse politiek, cultuur en geschiedenis. Postma is daarbij te horen vanuit Washington of vanaf locatie, op reis in de Verenigde Staten. De Amerika podcast is al een aantal keren live met publiek opgenomen. In de aanloop naar de verkiezingen van 2024 gaat de podcast het theater in. Dat gebeurt in samenwerking met Haagsch College. Ook Amerika-duider Laila Frank is daarbij betrokken.

## Persoonlijk
- Postma studeerde Amerikanistiek en Journalistiek[16] aan de Rijksuniversiteit Groningen.
- In zijn studietijd werd bij Postsma diabetes mellitus geconstateerd. Hij schreef columns over zijn ervaringen als diabeet in Amerika voor Diabc, het blad van de Diabetesvereniging Nederland.[17]